# Paul Würfel
Paul Würfel der Ältere (* um 1365 in Wien; † um 1437 ebenda) war ein österreichischer Kaufmann, Politiker und Bürgermeister von Wien.
Paul Würfel entstammte einer wohlhabenden Wiener Bürgerfamilie, deren Mitglieder zu dieser Zeit immer wieder als Inhaber bedeutender Ämter der Stadt Wien genannt werden. Bereits sein Vater Heinrich Würfel und sein Bruder Niklas Würfel waren Bürgermeister von Wien. Paul Würfel war von 1391 bis 1393 Stadtrichter und 1396 Münzanwalt.
Von 1396 bis 1397, 1401 bis 1403 und 1404 bis 1405 war er Bürgermeister von Wien. Seit 1398 war er oberster Amtmann von Herzog Wilhelm dem Freundlichen, ab 1401 wurde er mehrmals als Ratsherr genannt, von 1409 bis 1412 zudem als Münzmeister. Über das Datum seines Todes herrscht Unklarheit, da sein Tod einerseits für 1436 erwähnt wird, andererseits aber auch 1437 gewesen sein kann, da er 1438 als bereits verstorben genannt wird.

## Bedeutung
Würfel war der erste Bürgermeister der Stadt Wien, der aufgrund des Ratswahlprivilegs von 1396 von der gesamten freien Bürgerschaft gewählt wurde, nicht mehr wie zuvor von Innerem Rat und Genanntenkolleg.